# Benjamin Renner
Benjamin Renner, född 14 november 1983 i Frankrike, är en fransk serietecknare, animatör och filmskapare. Han är mest känd för att ha varit delaktig i de två animerade filmerna Victor och Josefine (regissör) och Stora stygga räven (regissör och manusförfattare), varav den förstnämnda var nominerad till en Oscar för bästa animerade film under 2014 års Oscarsgala. Han ansvarar dessutom för regin i Illuminations kommande animerade film Änder!, som har biopremiär i december 2023.

## Filmografi

### Filmer
- 2012 – Victor och Josefine (regissör)
- 2017 – Stora stygga räven (regissör och manusförfattare)
- 2023 – Änder! (regissör)